# Lazy Y U, Arizona
Lazy Y U je naseljeno područje za statističke svrhe u američkoj saveznoj državi Arizona. Prema popisu stanovništva iz 2010. u njemu je živjelo 428 stanovnika.